# 소주동
소주동(召周洞)은 대한민국 경상남도 양산시(웅상출장소)의 동이다. 면적은 18.45km2이고, 인구는 2013년 12월 31일을 기준으로 8,085세대 20,030명이다. 소주공단에는 공장이 밀집해 있다.

## 역사
- 2007년 4월 1일 웅상읍이 4개 행정동으로 분동되면서 소주동이 설치되었다. 동사무소는 종전의 웅상읍사무소(현재의 서창동 행정복지센터)에 두었다.
- 2010년 6월 5일 행정복지센터를 현재위치로 이전하였다.

## 행정 구역
- 주남동(周南洞)
- 소주동(召周洞)
- 주진동(周津洞)

## 교육
- 영산대학교
- 백동초등학교

## 아파트
| 단지명                 | 건설사       | 시행사         | 주소                  | 입주        | 비고 |
| ---------------------- | ------------ | -------------- | --------------------- | ----------- | ---- |
| 서창 대동              | ㈜대동       | 대동주택㈜     | 소주로 182 (소주동)   | 1997년 10월 |      |
| 양산 양우내안애 파크뷰 | 양우건설     | 대한토지신탁㈜ | 진등길 15 (주진동)    | 2020년 6월  |      |
| 양산 신원아침도시      | 신원종합개발 | 신원종합개발   | 대평들5길 16 (주남동) | 2008년 6월  |      |
| 천성리버타운           | 장백건설㈜   | 장백건설㈜     |                       | 1998년 9월  |      |